# Saint-Gervais (Isèra)
Saint-Gervais és un municipi francès situat al departament de la Isèra i a la regió d'Alvèrnia-Roine-Alps. L'any 2007 tenia 532 habitants.

## Demografia

### Població
El 2007 la població de fet de Saint-Gervais era de 532 persones. Hi havia 196 famílies de les quals 42 eren unipersonals (19 homes vivint sols i 23 dones vivint soles), 50 parelles sense fills, 89 parelles amb fills i 15 famílies monoparentals amb fills.
La població ha evolucionat segons el següent gràfic:
Habitants censats

### Habitatges
El 2007 hi havia 218 habitatges, 200 eren l'habitatge principal de la família, 11 eren segones residències i 8 estaven desocupats. 184 eren cases i 32 eren apartaments. Dels 200 habitatges principals, 136 estaven ocupats pels seus propietaris, 49 estaven llogats i ocupats pels llogaters i 14 estaven cedits a títol gratuït; 1 tenia una cambra, 9 en tenien dues, 23 en tenien tres, 51 en tenien quatre i 116 en tenien cinc o més. 156 habitatges disposaven pel capbaix d'una plaça de pàrquing. A 77 habitatges hi havia un automòbil i a 113 n'hi havia dos o més.

### Piràmide de població
La piràmide de població per edats i sexe el 2009 era:
| Homes | Edats   | Dones |
| ----- | ------- | ----- |
| 0     | 95 o +  | 0     |
| 0     | 90 a 94 | 0     |
| 0     | 85 a 89 | 4     |
| 0     | 80 a 84 | 0     |
| 8     | 75 a 79 | 0     |
| 8     | 70 a 74 | 8     |
| 4     | 65 a 69 | 4     |
| 8     | 60 a 64 | 12    |
| 12    | 55 a 59 | 8     |
| 8     | 50 a 54 | 12    |
| 8     | 45 a 49 | 12    |
| 20    | 40 a 44 | 24    |
| 28    | 35 a 39 | 8     |
| 20    | 30 a 34 | 16    |
| 12    | 25 a 29 | 12    |
| 4     | 20 a 24 | 4     |
| 8     | 15 a 19 | 20    |
| 16    | 10 a 14 | 16    |
| 12    | 5 a 9   | 12    |
| 16    | 0 a 4   | 0     |

## Economia
El 2007 la població en edat de treballar era de 346 persones, 278 eren actives i 68 eren inactives. De les 278 persones actives 265 estaven ocupades (140 homes i 125 dones) i 13 estaven aturades (6 homes i 7 dones). De les 68 persones inactives 24 estaven jubilades, 24 estaven estudiant i 20 estaven classificades com a «altres inactius».

### Ingressos
El 2009 a Saint-Gervais hi havia 196 unitats fiscals que integraven 522,5 persones, la mediana anual d'ingressos fiscals per persona era de 18.739 €.

### Activitats econòmiques
Dels 15 establiments que hi havia el 2007, 1 era d'una empresa extractiva, 1 d'una empresa de fabricació de material elèctric, 4 d'empreses de fabricació d'altres productes industrials, 2 d'empreses de construcció, 2 d'empreses de comerç i reparació d'automòbils, 1 d'una empresa d'hostatgeria i restauració, 2 d'empreses immobiliàries i 2 d'empreses de serveis.
Dels 5 establiments de servei als particulars que hi havia el 2009, 1 era una gendarmeria, 1 taller de reparació d'automòbils i de material agrícola, 1 fusteria, 1 lampisteria i 1 restaurant.
Dels 2 establiments comercials que hi havia el 2009, 1 era una botiga de menys de 120 m² i 1 una botiga d'equipament de la llar.
L'any 2000 a Saint-Gervais hi havia 13 explotacions agrícoles que ocupaven un total de 124 hectàrees.

## Equipaments sanitaris i escolars
El 2009 hi havia una escola maternal integrada dins d'un grup escolar amb les comunes properes formant una escola dispersa.

## Poblacions més properes
El següent diagrama mostra les poblacions més properes.